# 長浜将軍
有限会社長浜将軍（ながはましょうぐん）は、かつて福岡県福岡市に本社を置き、ラーメン店の運営を行っていた企業。
本稿では、株式会社ヤマナミ麺芸社が2021年2月に開店させる予定である二代目長浜将軍についても記述する。

## 概要

### 長浜将軍
1975年3月に長浜ラーメン店と定食屋を運営する目的で創業。1980年3月に有限会社越後屋として法人へ改組。門田政廣が越後屋を買収した1988年8月に商号を有限会社長浜将軍に改めた。
福岡市や那珂川市など福岡県内で店舗を運営していた他、インターネット販売において「長浜将軍生ラーメン」や「博多一口餃子」などの販売を行っていた。2002年8月期は約3億6000万円の売上があった。
しかし、その後は同業者間の競争などにより売り上げが低下。不採算店舗の閉鎖などを行ってきたが、2019年8月期の売上は約2億1900万円までに落ち込み、さらに追い打ちをかけるかのように、新型コロナウイルス発生によりインバウンドの観光客が減少した影響などにより、売上はさらに低下。
このため長浜将軍は、2020年3月31日に関連会社であるモンキチフーズと共に事業を停止して事後処理を弁護士に一任。長浜将軍とモンキチフーズは、同年4月10日に福岡地方裁判所から破産手続開始決定を受けた。

### 二代目長浜将軍
大分県大分市に本社を置き、「太一商店」などのブランドでラーメン店の運営を行っている株式会社ヤマナミ麺芸社は、長浜将軍の破産手続開始直後から破産管財人との間で商標権や営業権の譲渡に関する交渉を開始。ヤマナミ麺芸社は2020年8月に、長浜将軍の破産管財人から商標権、営業権、レシピなどの各権利を譲受したと同時に、屋号を「二代目長浜将軍」にする事を決定した。
「二代目長浜将軍」の1号店は、2021年3月3日に旧：長浜将軍那珂川支店を改装した上で開業している。

## 店舗
- 長浜将軍の経営破綻時点では、福岡県内に4店舗を構えていた。